# Olympische Sommerspiele 1988/Teilnehmer (Malawi)
| Gelbes Symbol für Goldmedaillen mit stilisierten Olympischen Ringen | Graues Symbol für Silbermedaillen mit stilisierten Olympischen Ringen | Braundes Symbol für Bronzemedaillen mit stilisierten Olympischen Ringen |
| ------------------------------------------------------------------- | --------------------------------------------------------------------- | ----------------------------------------------------------------------- |
| —                                                                   | —                                                                     | —                                                                       |

Malawi nahm an den Olympischen Sommerspielen 1988 in Seoul, Südkorea, mit einer Delegation von 16 Sportlern (allesamt Männer) teil.

## Teilnehmer nach Sportarten

### Boxen
- Peter Ayesu
Fliegengewicht: 17. Platz

- Evance Malenga
Federgewicht: 33. Platz

- John Elson Mkangala
Leichtgewicht: 17. Platz

- Lyton Mphande
Halbweltergewicht: 9. Platz

- Boston Simbeye
Weltergewicht: 33. Platz

- M’tendere Makalamba
Halbmittelgewicht: 17. Platz

- Helman Palije
Mittelgewicht: 17. Platz

### Leichtathletik
- Odiya Silweya
200 Meter: Vorläufe
400 Meter: Vorläufe

- Kenneth Dzekedzeke
800 Meter: Vorläufe
1500 Meter: Vorläufe

- George Mambosasa
5000 Meter: Vorläufe
Marathon: DNF

- Charles Naveko
10.000 Meter: Vorläufe

- John Mwathiwa
Marathon: 87. Platz

### Radsport
- Dyton Chimwaza
Straßenrennen, Einzel: 109. Platz
100 Kilometer Mannschaftszeitfahren: 30. Platz

- George Nayeja
Straßenrennen, Einzel: DNF
100 Kilometer Mannschaftszeitfahren: 30. Platz

- Amadu Yusufu
Straßenrennen, Einzel: DNF
100 Kilometer Mannschaftszeitfahren: 30. Platz

- Daniel Kaswanga
100 Kilometer Mannschaftszeitfahren: 30. Platz